# Brown’s Ferry Four
Brown’s Ferry Four war ein US-amerikanisches Country-Gospel-Quartett. Bestehend aus vier späteren Country-Legenden prägten die Brown’s Ferry Four entscheidend den Country Gospel und konnten damit in den 1940er Jahren einige Erfolge feiern.

## Karriere
Die Karriere der Brown’s Ferry Four begann, als die Delmore Brothers, Grandpa Jones und Merle Travis bei WLW in Cincinnati, Ohio, arbeiteten. Die Delmores waren in den 1930er Jahren bereits durch Auftritte in der Grand Ole Opry und durch Plattenaufnahmen bekannt geworden, während Jones bei verschiedenen Radiostationen in Virginia und West Virginia aufgetreten war und Travis’ Band, die Drifting Pioneers, aufgrund von Personalmangel auseinandergebrochen war. Das fehlen der Pioneers hinterließ eine Lücke in WLWs Programm, sodass Programmdirektor George Biggar eine neue Gospel-Formation verlangte. Alton Delmore holte Jones, Travis und seinen Bruder Rabon, um zusammen einige Songs einzustudieren. „We left the studio and went out into the hallway and tried a couple of songs. They sounded okay - our voiced blended all right“, erinnerte sich Grandpa Jones.
Die Gruppe benannte sich nach einem erfolgreichen Song der Delmores, dem Brown’s Ferry Blues, einem Blues, der einen Ort in Alabama beschreibt, die Heimat der Delmores. Zuerst wurde der Name belächelt, aber später bekam die Gruppe immer mehr positive Resonanzen von ihrem Publikum. Um das Repertoire zu vergrößern kaufte sich die Gruppe alte Platten von Gospel-Bands in einem Plattenladen von Syd Nathan. Doch der Zweite Weltkrieg kam der Karriere in den Weg; Jones wurde zur US Army, Travis zu den US Marines und Alton Delmore zur US Navy einberufen. WLW füllte die Lücke nun mit anderen lokalen Musikern wie Rome Johnson, Ray Lanham und Dolly Good, einem ehemaligen Mitglied der Girls of the Golden West.
1946 lud Sid Nathan, der nun King Records in Cincinnati gegründet hatte, die vier Musiker ein, Plattenaufnahmen in Hollywood zu machen. Zuerst machten Travis, Jones und die Delmores lediglich Solo-Aufnahmen, später folgten dann gemeinsame Gospelsongs. Bereits die erste Platte des Quartetts, Will the Circle Be Unbroken / Just a Little Talk with Jesus, wurde ein immenser Hit und wurde auch in den nächsten zehn Jahren weiterhin gepresst. Es folgten weitere Hits wie If We Never Meet Again, Rockin' on the Waves, On the Jericho Road oder Over in the Glory Land.
Doch mit den parallel immer erfolgreicher werdenden Solokarrieren der Mitglieder wuchsen die Probleme. Travis war nach Kalifornien gezogen und stieg kurz danach aus. Syd Nathan engagierte daher andere Musiker wie Red Foley, Clyde Moody, Zeke Turner oder Red Turner (keine verwandtschaftliche Beziehung zueinander), um Lücken zu schließen – denn nicht immer konnten Jones und die Delmores am gleichen Tag in das gleiche Studio gebracht werden.
Am 28. August 1952 fand die letzte Session für King statt, kurze Zeit später starb Rabon Delmore, wodurch die Gruppe schließlich zerbrach. In der nachfolgenden Zeit gab es Versuche, neue Formationen der Brown’s Ferry Four zu starten, die aber alle nur kurzlebig waren.
Die Brown’s Ferry Four sind untrennbar mit dem Country Gospel verbunden. Sie prägten dieses Genre wie keine andere Gruppe. Neben den großen Plattenverkäufen wurden ihre Songs millionenfach im Radio gespielt und gehörten in den 1940er Jahren sogar zu den Jukebox-Hits. Viele ihrer Aufnahmen wurden zu heutigen Klassikern, wie beispielsweise I’ll Fly Away.

## Diskografie
| Jahr         | Titel                                                          | #    | Anmerkungen                                |
| ------------ | -------------------------------------------------------------- | ---- | ------------------------------------------ |
| King Records |                                                                |      |                                            |
| 1946         | Will the Circle Be Unbroken / Just a Little Talk with Jesus    | 530  |                                            |
| 1947         | Rockin' on the Waves / If We Never Meet Again                  | 577  |                                            |
| 1947         | Old Camp Meeting / There’s a Light Guiding Me                  | 593  |                                            |
| 1947         | Everybody Will Be Happy / The Lord is Watching                 | 631  |                                            |
| 1948         | Salvation Has Been Brought Down / When the Good Lord Cares     | 622  |                                            |
| 1948         | Keep on the Firing Line / Rock of Ages                         | 700  |                                            |
| 1949         | Hallelujah Morning / When He Blessed My Soul                   | 750  |                                            |
| 1949         | I’ve Got Old Time Religion / His Boundless Love                | 760  |                                            |
| 1949         | I’ll Fly Away / I’ve Made a Covenant                           | 785  |                                            |
| 1949         | After the Sunrise / Over in the Glory Land                     | 799  |                                            |
| 1949         | On the Jericho Road / I’m Naturalized for Heaven               | 832  |                                            |
| 1950         | I’ll Meet You in the Morning / Jesus Hold My Hand              | 854  |                                            |
| 1951         | What Will You Be Doing Then / Romans 10 & 9                    | 938  |                                            |
| 1952         | Heaven Eternal for Me / I am a Weary Pilgrim                   | 1032 |                                            |
| 1952         | There’s a Page in the Bible / We Should Walk Together          | 1059 |                                            |
| 1952         | Arm of God / Can’t You Hear Him Calling                        | 1114 |                                            |
| 1952         | I Need the Prayers / Through the Pearly Gates                  | 1138 | als Clyde Moody and the Brown’s Ferry Four |
| 1953         | You Must Be Born Again / Praise God, He Loves Everybody        | 1153 |                                            |
| 1953         | I Feel Like Travellin' On / Unclouded Day                      | 1177 | als Clyde Moody and the Brown’s Ferry Four |
| 1953         | What Shall I Do with Jesus / When the Redeemed are Gathered In | 1207 |                                            |